# Stranger in Town (álbum)
Stranger in Town é um álbum de Bob Seger, lançado em 1978.